# Cayratia emarginata
Cayratia emarginata är en vinväxtart som beskrevs av Trias-blasi & J.Parn.. Cayratia emarginata ingår i släktet Cayratia och familjen vinväxter. Inga underarter finns listade i Catalogue of Life.